# Меркольяно
Меркольяно (итал. Mercogliano) — город в Италии, располагается в регионе Кампания, в провинции Авеллино.
Население составляет 12 293 человека (на 2004 г.), плотность населения составляет 620 чел./км². Занимает площадь 19 км². Почтовый индекс — 83013. Телефонный код — 0825.
Покровителем населённого пункта считается святые Модестин, Флорентин и Флавиан. Праздник ежегодно празднуется 14 февраля.